# ابان بن عثمان بجلی
آبان بن عثمان الاحمر بجلی، از دانشمندان و بزرگان شیعه است که در کوفه و بصره سکونت داشته‌است. وی از شاگردان موسی کاظم و جعفر صادق بوده و از اصحاب آنان به حساب می‌آمده‌است. وی از جمله اصحابی است که توسط رجالیون به وثافت معرفی شده‌است. منابع تاریخ دقیقی برای فوت او متذکر نشده ولی مشخص است که تا سال ۱۴۰ ه‍.ق زنده بوده‌است. کشی وی را از اصحاب اجماع دانسته‌است.
برخی راویان همچون فضال، وی را از مریدان فرقه ناووسیه دانسته‌اند؛ این در حالیست که وی روایاتی در زمینه امامان دوازده‌گانه تشیع و نقل روایت از موسی کاظم پرداخته که با اعتقادات ناووسیه در تعارض است.

## اساتید
از جمله مشایخ وی، زرارة بن اعین، اسحاق بن عمّار، آبان بن تغلب، معاویة بن عمّار، ابوبصیر، فضیل بن یسار، بشیر نبّال، زید شحّام، صفوان بن مهران جمّال و محمد بن مسلم هستند.

## شاگردان
از وی توسط ابوعبیده معمر بن المثنی و ابوعبدالله محمد بن سلام روایاتی نقل شده‌است.

## آثار
به وی رساله‌های مختلفی منسوب است که به گفته برخی، همه آنها یک اثر جامع بوه‌است.